# ジョアン・ヴィトール・モウラ・カルドーゾ
ジョアン・モウラ（João Moura）ことジョアン・ヴィトール・モウラ・カルドーゾ（ポルトガル語: João Vitor Moura Cardoso、1998年2月19日 - ）は、ブラジルのサッカー選手。ポジションはDF。

## 経歴
2018年にアトレチック・クルービで選手となった。しかし出場機会は少なく、州リーグのクラブを転々とした。2022年にヴィトーリア-ESに加入してから出場機会を増やし、翌年にはカンピオナート・ブラジレイロ・セリエDに自身初の参戦を果たした。
同年にマルタ・プレミアリーグ所属のナッシャー・ライオンズFCで初の海外移籍を果たした。
2024年6月25日にJ3リーグ・FC大阪への加入が発表された。7月20日のJ3リーグ・大宮アルディージャ戦で舘野俊祐に代わって途中出場し、日本初出場を記録した。

## 個人成績
| 国内大会個人成績 | 国内大会個人成績 | 国内大会個人成績 | 国内大会個人成績 | 国内大会個人成績 | 国内大会個人成績 | 国内大会個人成績 | 国内大会個人成績 | 国内大会個人成績 | 国内大会個人成績 | 国内大会個人成績 | 国内大会個人成績 |
| 年度             | クラブ           | 背番号           | リーグ           | リーグ戦         | リーグ戦         | リーグ杯         | リーグ杯         | オープン杯       | オープン杯       | 期間通算         | 期間通算         |
| 年度             | クラブ           | 背番号           | リーグ           | 出場             | 得点             | 出場             | 得点             | 出場             | 得点             | 出場             | 得点             |
| 日本             | 日本             | 日本             | 日本             | リーグ戦         | リーグ戦         | リーグ杯         | リーグ杯         | 天皇杯           | 天皇杯           | 期間通算         | 期間通算         |
| ---------------- | ---------------- | ---------------- | ---------------- | ---------------- | ---------------- | ---------------- | ---------------- | ---------------- | ---------------- | ---------------- | ---------------- |
| 2024             | FC大阪           | 98               | J3               |                  |                  | -                | -                | -                | -                |                  |                  |
| 通算             | 日本             | 日本             | J3               |                  |                  |                  |                  |                  |                  |                  |                  |
| 総通算           |                  |                  |                  |                  |                  |                  |                  |                  |                  |                  |                  |